# إريك بيترز (لاعب اتحاد الرغبي)
إريك بيترز (بالإنجليزية: Eric Peters)‏ هو لاعب اتحاد الرغبي بريطاني، ولد في 28 يناير 1969 في غلاسكو في المملكة المتحدة.

## وصلات خارجية
- أريك بيترز عل موقع إسبنسكروم (الإنجليزية)